# هيديو تاناكا (مخرج)
هيديو تاناكا (باليابانية: 田中 秀夫؛ بالكانا: たなか ひでお) هو مخرج ياباني، ولد في 24 نوفمبر 1933، وتوفي في 9 يوليو 2011 بسبب سرطان المعدة.

## وصلات خارجية
- هيديو تاناكا على موقع IMDb (الإنجليزية)
- هيديو تاناكا على موقع ألو سيني (الفرنسية)
- هيديو تاناكا على موقع قاعدة بيانات الفيلم (الإنجليزية)
- هيديو تاناكا على موقع كينوبويسك (الروسية)
- هيديو تاناكا على موقع ANN person (الإنجليزية)